# Karlovy Vary (region)
Karlovy Vary (tjeckiska: Karlovarský kraj) är en av Tjeckiens administrativa regioner. Huvudort är Karlovy Vary. Högsta punkten är Klínovec (1 244 meter över havet) i bergskedjan Erzgebirge. Regionen är den enda av Tjeckiens regioner som helt ligger inom före detta Sudetenlands område.